# HPgV-2
HPgV-2 (пегівірус людини 2-го типу, HHPgV) — другий відкритий пегівірус людини.

## Історія
Вперше його було ідентифіковано у 2005 році в крові реципієнтів трансфузій та спочатку названо гепегівірусом 1, оскільки він мав деякі спільні генетичні особливості як з пегівірусами, так і з гепацивірусами. Пізніше HPgV-2 був незалежно відкритий іншою групою в крові ВГС-інфікованого пацієнта, який переніс численні переливання крові та помер від сепсису нез'ясованої етіології. Тоді його було названо пегівірусом людини 2. На теперішній час (2022 рік) HPgV-2 класифікується в роді Pegivirus як частина виду Pegivirus columbiaense.

## Шляхи передачі та епідеміологія
HPgV-2 — вірус, що передається через кров та її компоненти і спричиняє хронічні тривалі інфекції, дуже схожі на інфекції, що викликаються вірусом гепатиту С (ВГС) та вірусом GB C (HPgV) — першим відкритим пегівірусом людини. Однак HPgV-2 до 2025 року не було доведено асоціації інфікування HPgV-2 з жодними захворюваннями. Зазвичай він інфікує людей, які вже інфіковані ВГС, а його поширеність становить близько 1–2 % серед таких осіб. Його поширеність у коінфікованих ВГС/ВІЛ пацієнтів є ще вищою — до 10 %. Однак поширеність HPgV-2 в загальній популяції Китаю та США дуже низька і становить 0,1–0,2 %.
Хронічна інфекція HPgV-2 підтримується в присутності антитіл до оболонки, як і у випадку хронічних інфекцій ВГС, тоді як у разі вірусу GB C поява антитіл зазвичай призводить до зникнення інфекції.

## Структура вірусу
HPgV-2 — це позитивно-спрямований одноланцюговий РНК-вірус з довжиною геному близько 9800 нуклеотидів. Організація його геному схожа на організацію інших флавівірусів. Він виробляє один поліпротеїн, який транслюється з однієї відкритої рамки зчитування, а потім розщеплюється вірусною протеазою на численні вірусні білки: два структурні глікопротеїни оболонки (E1 та E2), шість неструктурних білків (NS2, NS3, NS4A, NS4B, NS5A та NS5B), усічений коровий білок (S, нуклеокапсид) та білок X з невідомою функцією. Різні штами HPgV-2 мають гомологію послідовностей 90 % або більше.